# Jean-Eugène-Marie Charbonneau
Jean-Eugène-Marie Charbonneau, francoski general, * 2. maj 1883, † 1. oktober 1973.